# Маристы
Мари́сты (Общество Девы Марии, лат.  Societas Mariae, S.M.) — католическая мужская монашеская конгрегация, основанная во Франции в 1816 году.

## История
В 1816 году ставший священником лионский семинарист Жан-Клод Колен (en:Jean-Claude Colin) составил конституцию ордена, одобренную Святым Престолом в 1822 году. Колен возглавлял группу бывших друзей по семинарии, которые после её окончания и священнического рукоположения составили ядро новой конгрегации «Общество Марии» или маристов. Один из этой группы, Марселлин Шампанья (впоследствии канонизирован), основал конгрегацию «Институт школьных братьев-маристов» или малые братья Марии с очень близкой маристам духовностью.
В 1836 году маристам была доверена миссионерская работа в учреждённом в том же году апостольском викариате Западной Океании, к территории которого относились Микронезия, Меланезия, Фиджи, Новая Зеландия, Самоа и Тонга. Один из миссионеров, Пьер Шанель в 1841 году принял мученическую смерть на острове Футуна и позднее был канонизирован.
В конце XIX века конгрегация насчитывала более 500 человек. Обители маристов существовали во многих странах Европы, США, Латинской Америке. Одним из главных регионов деятельности конгрегации продолжает оставаться Океания.

## Организация
По данным на 2014 год конгрегация насчитывала 882 члена, из них 760 священников. Конгрегации принадлежит 161 обитель. Помимо мужской ветви собственно отцов-маристы (SM) существуют две женские ветви: сёстры-маристки (SM) и сёстры-маристки миссионерки (SMSM).